# Protesten in Catalonië in 2019

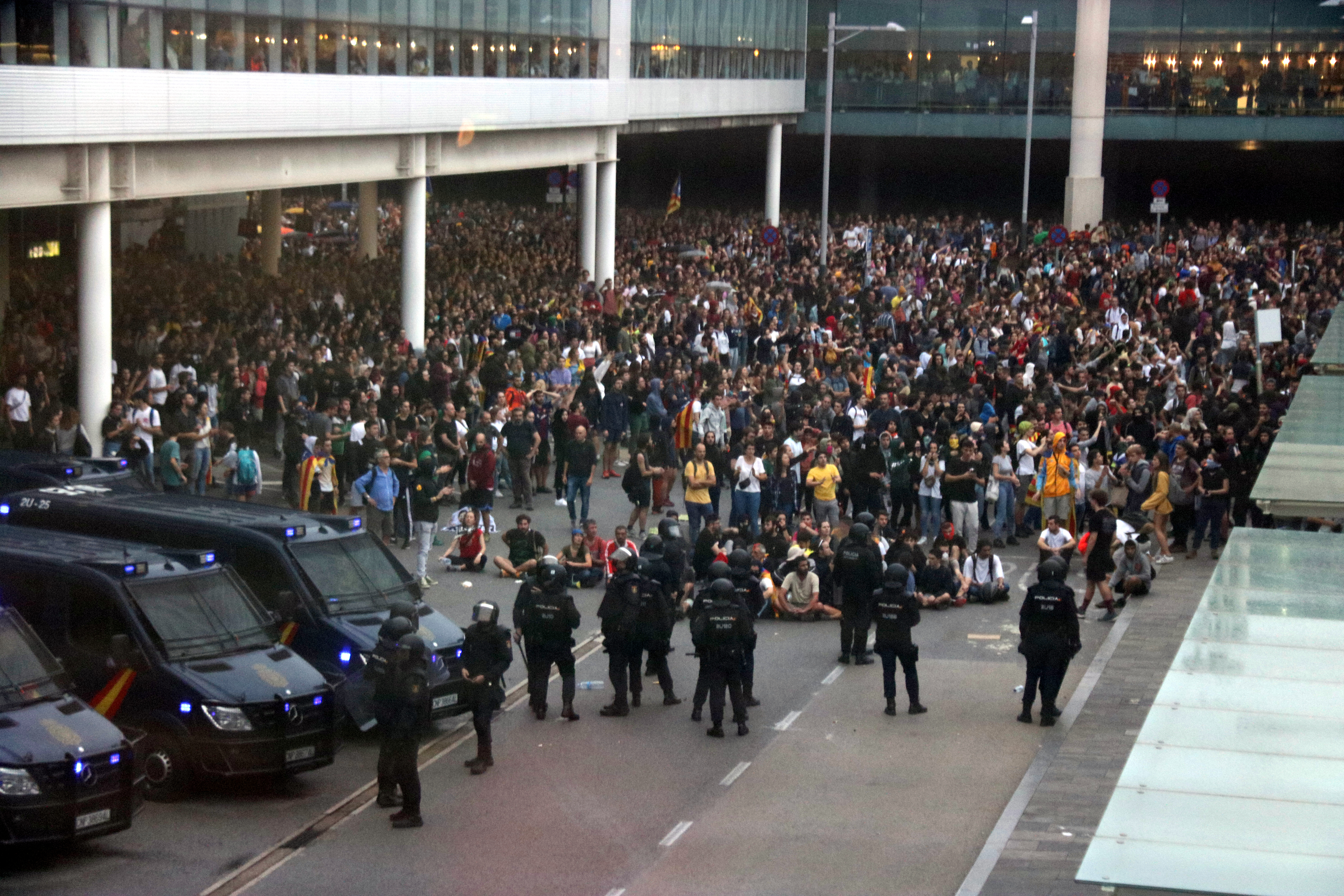
Demonstranten op het vliegveld, 14 oktober

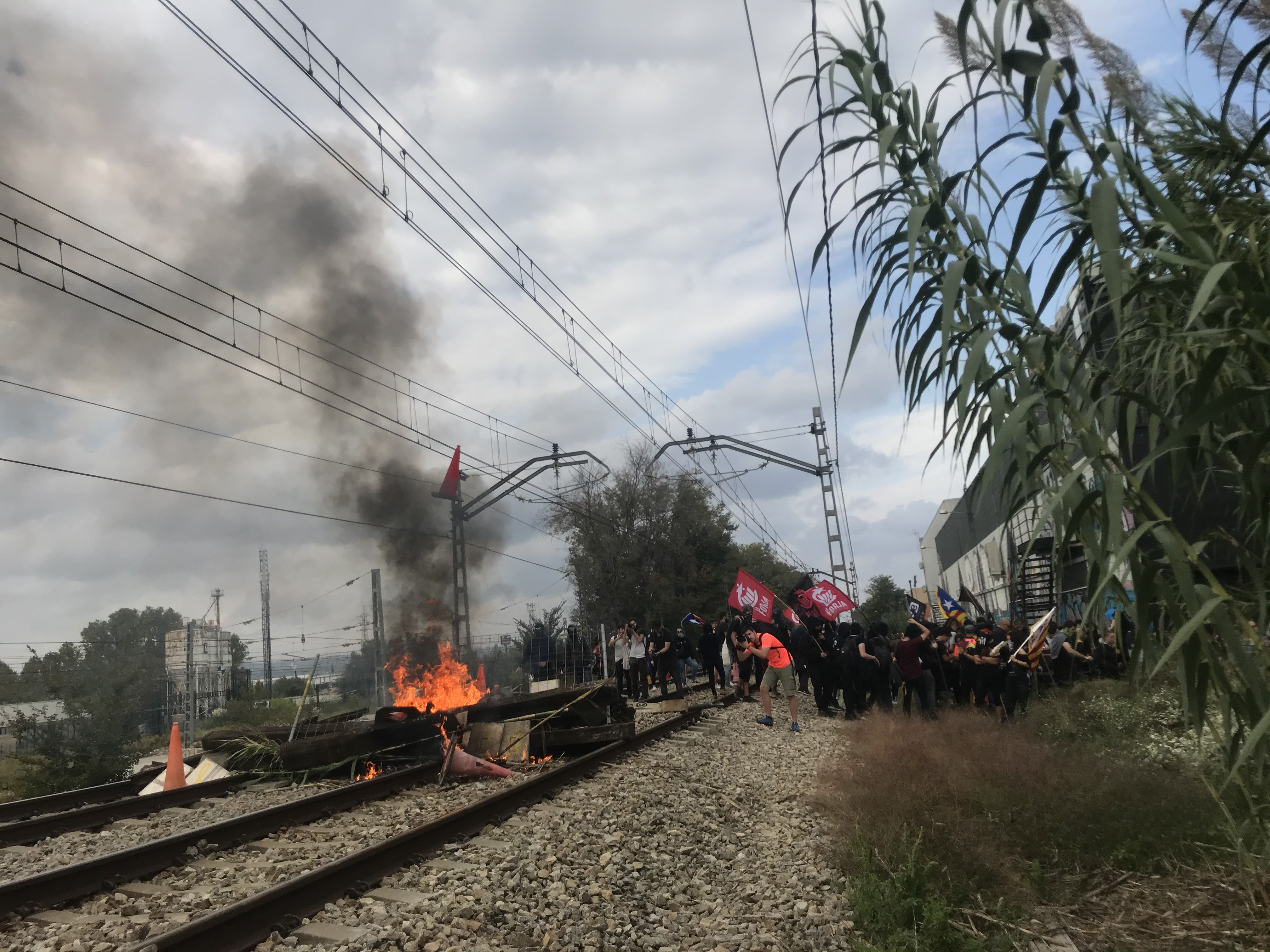
Demonstranten blokkeren het spoor nabij Girona

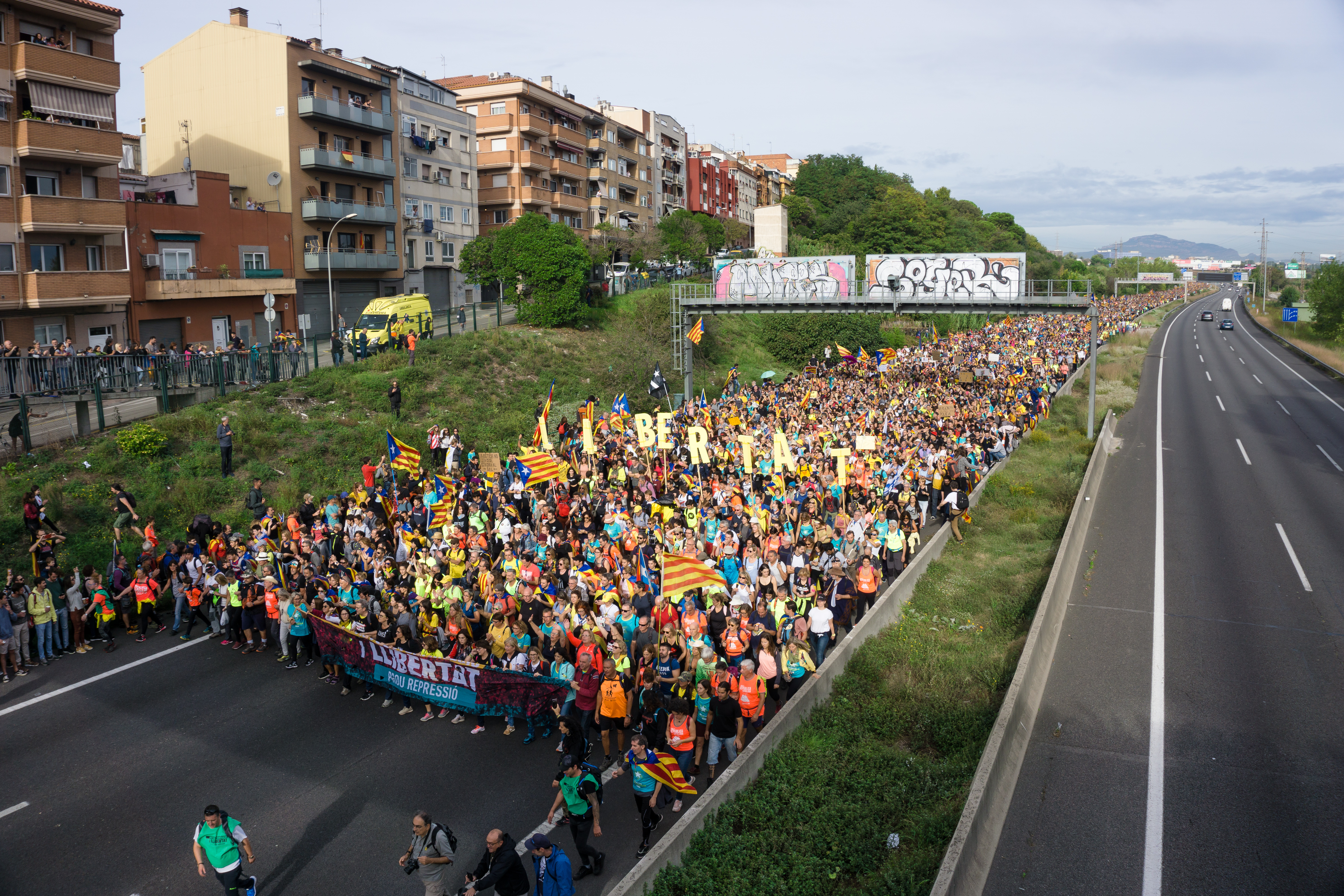
De protestmarsen uit Vic en Berga komen door Ripollet op weg naar Barcelona

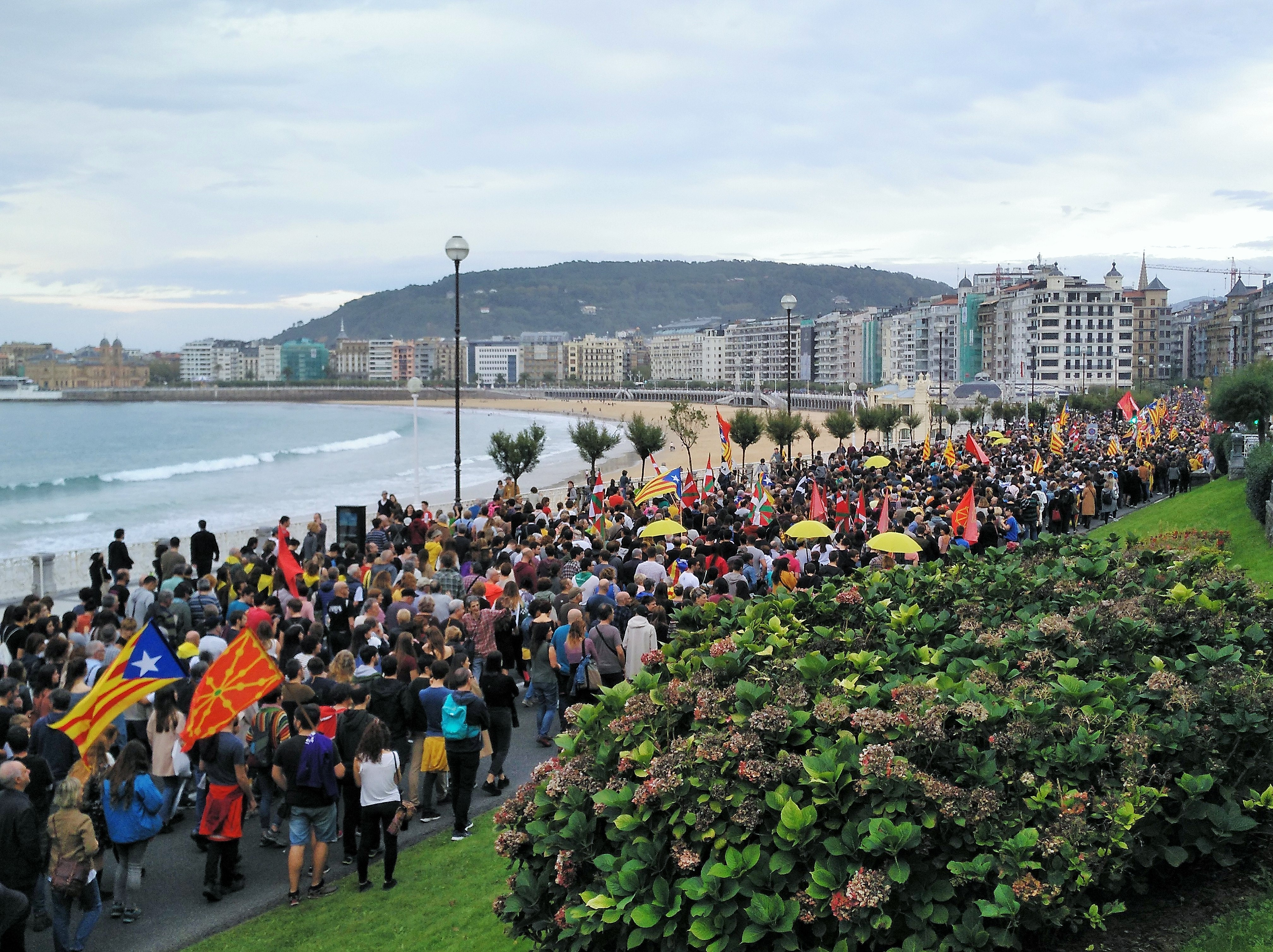
Protestmars in San Sebastian in het Baskenland tegen de uitspraak in de rechtszaak tegen de leiders van het Catalaanse onafhankelijkheidsproces

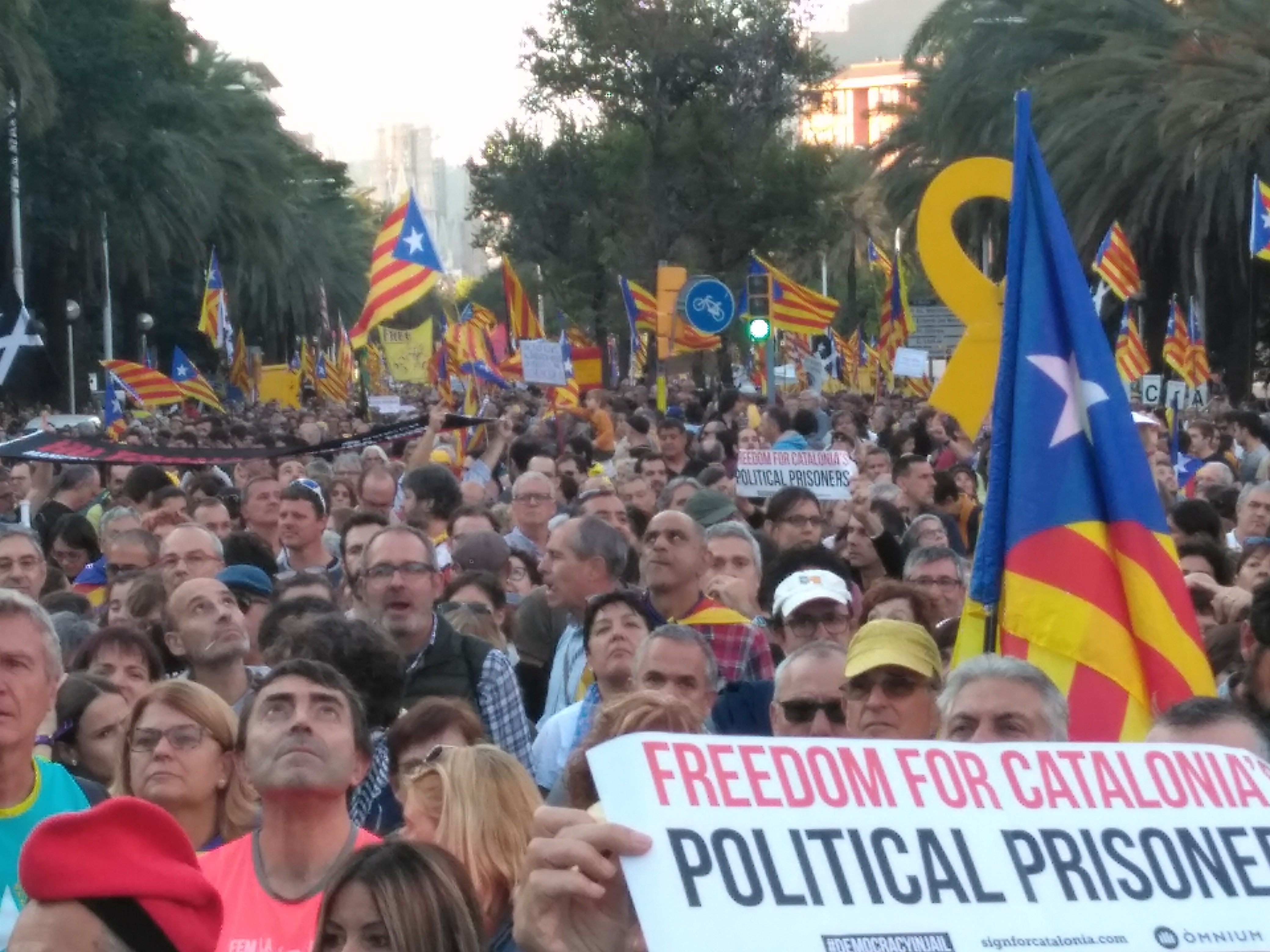
Demonstratie op 26 oktober

De protesten in Catalonië in 2019 breken uit op 14 oktober 2019 in de gehele Spaanse regio Catalonië na de uitspraak in de rechtszaak tegen de leiders van het Catalaanse onafhankelijkheidsproces op die dag. Gedurende ten minste een week vinden er overdag vele vreedzame protestdemonstraties waar honderden duizenden personen aan deelnemen, maar in de avond en de nacht zijn er gewelddadige confrontaties tussen demonstranten en de politiekorpsen Policía Nacional en Mossos d'Esquadra.

## Voorgeschiedenis
Het Catalaanse onafhankelijkheidsproces, een maatschappelijke en politieke beweging die de onafhankelijkheid van de regio nastreeft, bereikte een voorlopig hoogtepunt in 2017, toen de separatistische partijen een onafhankelijkheidsreferendum uitschreven voor 1 oktober van dat jaar. Dat referendum werd onmiddellijk door het Grondwettelijk Hof onwettig werd verklaard. De regioregering ging desalniettemin door met de organisatie ervan, waarbij de centrale regering in Madrid onder leiding van Mariano Rajoy besloot hardhandig in te grijpen. Nadat 90% van de stemmen in dat referendum voor onafhankelijk waren uitgebracht, riep die regioregering op 27 oktober 2017 daadwerkelijk de Catalaanse Republiek uit.
Hierop volgde de arrestatie van het grootste deel van de regioregering (de rest vluchtte naar het buitenland om aan strafvervolging te ontkomen, waaronder toenmalig regiopresident Carles Puigdemont die in België heenkomen zocht) en een aantal belangrijke personen in de maatschappelijke onafhankelijkheidsbewegingen. Deze personen werden berecht door het hooggerechtshof, dat op 14 oktober 2019 uitspraak deed. De meesten van de aangeklaagde personen werden veroordeeld tot gevangenisstraffen van tussen 9 en 13 jaar. Als reactie hierop ontstonden er in geheel Catalonië protestdemonstraties.

## Verloop protesten
Hoewel de uitspraak in de rechtszaak tegen de leiders van het Catalaanse onafhankelijkheidsproces ergens halverwege oktober gedaan zou worden, werd pas op zondag 13 oktober, als de uitspraak naar de pers lekt, duidelijk dat dit de volgende dag zou gebeuren.

### Eerste week
Direct na de daadwerkelijke uitspraak op maandag 14 oktober gaan in heel Catalonië mensen uit protest de straat op. Die dag begeven duizenden mensen op aanwijzing van de organisatie Tsunami Democràtic zich naar het vliegveld van Barcelona, dat daardoor stil wordt gelegd, een actie geïnspireerd op de protesten in Hongkong. Er worden 108 vluchten geannuleerd. De Policía Nacional voert charges uit op de demonstranten en het komt tot gewelddadige confrontaties, waarbij een demonstrant een oog verliest en een andere en testikel. In totaal raken 131 mensen gewond en worden er 3 mensen in hechtenis genomen.
Op dinsdag 15 oktober vinden er onlusten plaats in de vier Catalaanse provinciehoofdsteden, Girona, Lleida, Tarragona en Barcelona. In die laatste stad is er in de middag een demonstratie bijeengeroepen door de Comitès de Defensa de la República (CDR) voor het gebouw van de afvaardiging van de regering. Deze demonstratie wordt in de loop van de avond grimmiger, als radicalen barricades opwerpen en vuren aansteken in die buurt. De chique laan Passeig de Gràcia verandert in een slagveld. In heel Catalonië raken er op dinsdag 74 personen gewond en worden er 25 personen aangehouden.
Regiopresident Quim Torra weigert op woensdag 16 oktober het geweld van de voorgaande nachten te veroordelen, en doet dit 's avonds slechts zijdelings in een tweet waarin hij zijn lof uitspreekt voor de vreedzame protesten. Dit komt hem op flinke kritiek te staan van minister-president Pedro Sánchez, die weigert de dialoog met Torra aan te gaan tot deze in duidelijke bewoordingen het geweld veroordeelt. Die avond zijn er opnieuw rellen in Barcelona en Tarragona, waarbij in totaal 91 personen gewond raken en er 33 opgepakt worden.
Op donderdag 17 oktober verschijnt Torra in de ochtend in een televisietoespraak op de Catalaanse televisiezender TV3, waarin hij het geweld veroordeeld, maar de schuld voor het geweld aan "infiltranten" geeft. Ook in een toespraak in het Catalaanse regioparlement veroordeelt hij het geweld, maar deze veroordeling wordt overschaduwd door de aankondiging door te willen gaan met het unilaterale streven naar onafhankelijkheid voor de regio, en zelfs weer een referendum te willen organiseren, zoals het referendum in 2017. Pedro Sánchez beschouwt dit niet als voldoende, en weigert nog steeds met Torra te spreken. Die avond komt het tot confrontaties tussen extreemrechtse unionisten en radicale catalanisten op verschillende plekken in Barcelona. In heel Catalonië zijn er die dag 42 gewonden en 19 aanhoudingen.

### Staking, demonstratie en rellen, 18 oktober
Voor vrijdag 18 oktober riepen verscheidene catalanistische vakbonden en andere verenigingen op tot een algemene staking en stond er een grote manifestatie gepland in Barcelona door Tsunami Democràtic. Op die dag zouden ook 5 vreedzame protestmarsen samenkomen in die stad, die uit verschillende plekken in Catalonië vertrokken waren op woensdag de 16e. Naarmate deze marsen aankomen in de stad, loopt het aantal demonstranten op tot 525.000.
In de avond komt het tot gewelddadige confrontaties tussen radicale demonstranten en de politie in de omgeving van de Plaça d'Urquinaona en het nabije hoofdbureau van de Policía Nacional aan de Via Laietana, waarbij 102 personen gewond raken (waarvan 13 politiemensen) en er 27 personen aangehouden worden. 9 personen raakten zwaargewond en 3 personen verloren een oog. De Mossos d'Esquadra, het Catalaanse politiekorps, moet voor het eerst de pantserwagen met waterspuit inzetten. Volgens de politiediensten bevonden zich onder de relschoppers buitenlandse anti-establishment groeperingen en extreemlinkse groeperingen uit Catalonië en noord-Spanje.
Ook in de andere provinciehoofdsteden in Catalonië vinden ongeregeldheden plaats.

### Einde van de rellen
Op zaterdag 19 oktober wordt er opnieuw een demonstratie georganiseerd op Plaça Urquinaona door de CDR en andere organisaties. Hoewel alle aanwezigen door de politie worden gecontroleerd, dreigt deze demonstratie weer uit de hand te lopen, maar vertegenwoordigers van andere catalanistische organisaties, die vreedzaam verzet voorstaan, vormen een menselijke keten tussen de demonstranten en de politie, waardoor het op die plek niet tot een confrontatie komt, en om half een 's nachts trekt de politie zich terug, terwijl de demonstranten zingen "hem guanyat" ("we hebben gewonnen"). Elders in Barcelona vinden er slechts wat kleinere incidenten plaats.
Elders in Catalonië is een groot gedeelte van de dag de snelweg AP-7 geblokkeerd in La Jonquera, op de grens met Frankrijk. In Girona vinden deze avond de ergste rellen van de hele week plaats.
Dezelfde dag vinden er ook elder in Spanje demonstraties plaats tegen de uitspraak in de rechtszaak van de leiders van het afscheidingsproces, onder meer in San Sebastián en Madrid, waar zo'n 4000 mensen de straat op gaan en proberen Gran Vía af te sluiten, wat leidt tot charges van de Policía Nacional aldaar.
Na deze dag vinden er nog wel veel demonstraties plaats, maar zijn er geen rellen meer.
Op maandag 21 oktober bezoekt minister-president Pedro Sánchez Barcelona. Eerst gaat hij naar het hoofdbureau van de Policía Nacional dat gedurende meerdere dagen het middelpunt was van soms gewelddadige protesten, om zijn steun te betuigen aan het politiekorps. Daarna gaat hij naar de ziekenhuizen Sagrat Cor en Sant Pau om daar gewonde politiemensen te bezoeken. De Catalaanse regionale minister van volksgezondheid vergezelt hem niet tijdens deze bezoeken, en ook weigeren de directies van beide ziekenhuizen de minister-president te ontvangen. Hij wordt door een deel van het personeel uitgejoeld, hoewel er ook steunbetuigingen zijn. Het ziekenhuis Sant Pau verlaat hij via de spoedingang. Omdat Sánchez nog steeds weigert met regiopresident Quim Torra te praten, verlaat hij de stad zonder deze te ontmoeten.
Omdat het minder dan een maand voor de parlementsverkiezingen op 10 november is, trekken dezelfde dag ook andere politici van Madrid naar Barcelona om steun te komen betuigen aan de Policía Nacional, waaronder Pablo Casado van de Partido Popular (PP) en Albert Rivera van Ciudadanos (C's).
De rest van de week vinden er nog een groot aantal demonstraties plaats in Barcelona en de rest van Catalonië.

### Manifestaties 26 en 27 oktober
Op de ochtend van zaterdag 26 oktober bieden de Catalaanse vereniging van gemeentes en de Associació de Municipis per la Independència (vereniging van gemeentes voor de onafhankelijkheid) in het Palau de la Generalitat, de zetel van de uitvoerende macht in Catalonië, meer dan moties aan, aangenomen in net zoveel gemeentes, ter verwerping van de uitspraak van het hooggerechtshof en om steun uit te spreken aan de veroordeelden en de personen die in het buitenland verblijven om aan berechting te ontkomen.
Die middag is er een demonstratie georganiseerd door de organisaties Òmnium en Assemblea Nacional Catalana (ANC), waarin er volgens de gemeentepolitie 350.000 personen meelopen. Beide organisaties hadden de hoop het succes van de demonstraties direct na het onafhankelijkheidsreferendum in 2017 te evenaren, maar slagen er niet in een miljoen mensen op de been te krijgen. 's Avonds vinden er weer gewelddadige confronties plaats tussen demonstranten en politie.
Zondag 27 oktober is er een tegendemonstratie georganiseerd door Societat Civil Catalana (SCC), tegen het separatisme en voor de eenheid van Spanje. Hierin lopen volgens de gemeentelijke politie 80.000 mensen mee. Dit cijfer had hoger kunnen zijn, ware het niet dat de CDR's belangrijke snel- en toegangswegen naar de stad hadden geblokkeerd. Gezien de verkiezing op 10 november, in minder dan een maand, is er een grote aanwezigheid van politieke kopstukken, waaronder een aantal lijsttrekkers en een aantal ministers.